# Fujiwara no Yoshitaka
Fujiwara no Yoshitaka est un nom japonais traditionnel ; le nom de famille (ou le nom d'école), Fujiwara, précède donc le prénom (ou le nom d'artiste).
Fujiwara no Yoshitaka (藤原義孝) (954 - 8 novembre 974) est un poète et courtisan japonais du milieu de l'époque de Heian. Son père est Fujiwara no Koretada et sa mère Keishi Joō, (petite-fille de l'empereur Daigo). Il a trois enfants dont le calligraphe Fujiwara no Yukinari. Son nom est mentionné dans les listes Chūko Sanjūrokkasen et Ogura Hyakunin Isshu.
Il contracte la variole à l'âge de vingt ans et meurt peu après. On croit qu'il s'est suicidé parce que la maladie a fait apparaître des cicatrices sur son visage qui était considéré comme beau. Il existe une légende dans laquelle il s'est transformé en esprit vengeur (onryō).
Quelques-uns de ses poèmes waka sont inclus dans l'anthologie impériale Goshūi Wakashū. Sa compilation de poèmes personnels s'appelle Yoshitaka-shū (義孝集).